# Phoenix rupicola
Phoenix rupicola là loài thực vật có hoa thuộc họ Arecaceae. Loài này được T.Anderson miêu tả khoa học đầu tiên năm 1869.